# Желю-Войвода
Же́лю-Войво́да (болг. Желю войвода) — село в Сливенській області Болгарії. Входить до складу общини Сливен.
Назване на честь болгарського гайдука — Железа Добрева Железчева (1810-21.IV.1878), прозваного Дядо Желю, який був воєводою, вихідцем з цього села.

## Населення
За даними перепису населення 2011 року у селі проживали 2447 осіб.
Національний склад населення села:
| Національність   | Кількість осіб | Відсоток |
| ---------------- | -------------- | -------- |
| болгари          | 1934           | 91,9 %   |
| цигани           | 158            | 7,5 %    |
| інша             | 6              | 0,3 %    |
| Всього відповіли | 2105           |          |

Розподіл населення за віком у 2011 році:
Динаміка населення: